# Бітерсбрунен
49°25′38″ пн. ш. 8°42′13″ сх. д. / 49.42726° пн. ш. 8.70354° сх. д.

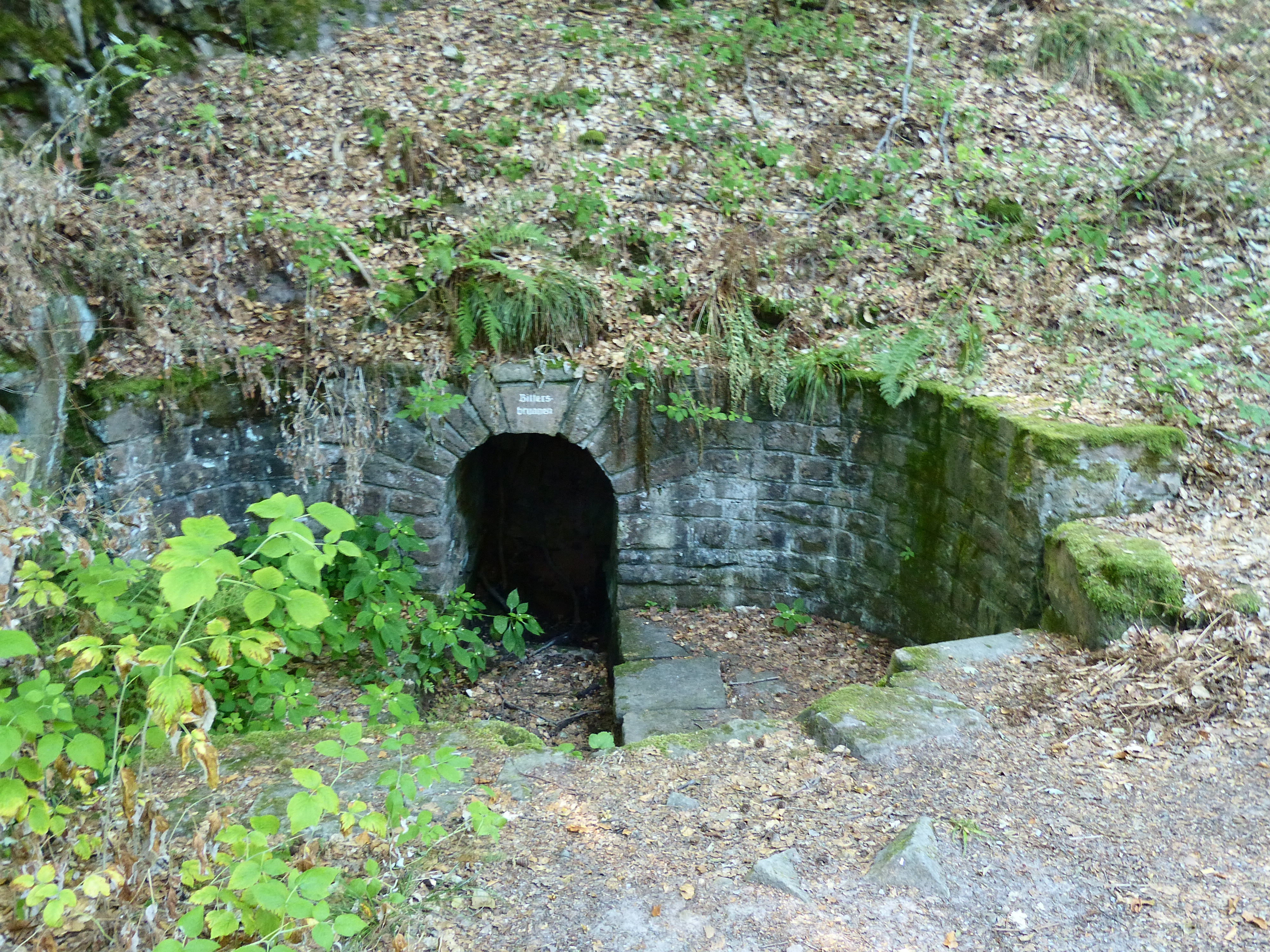
Бітерсбрунен

Бітерсбрунен — джерело на горі Гайлігенберг поблизу Гайдельберга. Воно використовувалось вже в доісторичні часи, але втратило своє значення близько 1000 року. В другій половині XX століття останні залишки старого длерела були знищені зсувом ґрунту, а в 1979-1980 роках на історичному місці був побудований новий фонтан.

## Розташування
Джерело розташоване на північно-західному схилі Гайлігенберга на висоті 358 м над рівнем моря, що значно вище, ніж долина Рейну та долина Неккару, які оточують Гайлігенберг з двох сторін, і лише на 80 м нижче вершини гори.

## Історія
Гайлігенберг є найстарішим і найважливішим доісторичним поселенням у нижній частині Неккара. Джерело на його північному схилі тривалий час було єдиним джерелом води на висоті, тому воно, ймовірно, було відоме і використовувалося з початку використання гори людиною. Старовинна стежка на вершину пагорба веде прямо повз джерело.
За часів культури полів поховальних урн близько 1000 року до н. е. на Гайлігенберзі існувало велике поселення, про що свідчать численні знахідки черепків. Для його водопостачання використовувалось джерело Бітерсбрунен, а також цистерни, у які люди збирали дощову воду. За часів кельтів приблизно в 450 році до н. е. Гайлігенберг став політичним центром нижньої долини Неккара. На його вершині стояло велике поселення, оточене двома кільцевими стінами. Нижня кільцева стіна проходила дугою навколо джерела, так що джерело знаходилось в межах оборонної зони і забезпечувало водопостачання навіть під час облоги. Назва Бітерсбрунен (Bittersbrunnen) походить від кельтського кореня bit (назавжди), і ніяк не повʼязане з німецьким Bitter (гіркий). Бітерсбрунен був важливим джерелом води також в римські та франкські часи, коли був збудований попередник монастиря Святого Михайла. Однак, коли монастир був побудований у своїй пізнішій формі в 1023 році, витік з джерела, ймовірно, був уже слабким, тому було виведено інше джерело на Вайсер-Штайн, і від нього прокладений водогін до монастиря. Бітерсбрунен втратив своє центральне значення для гори, але його вода все ще використовувалась паломниками на шляху до монастиря, а пізніше туристами.
Гайлігенберг не завжди був покритий лісом, і територія навколо Бітерсбрунена змінювалася не лише через безпосережню господарську діяльність, а й через ерозію стікаючою схилом водою. Зсуви ґрунту на схилі та, ймовірно, впавше дерево з часом зруйнували джерело.
Під час археологічного дослідження, проведеного Берндмарком Гойкемесом і Жаном Пелосом у 1957 році, Бітерсбрунен все ще мав залишки романського склепінчастого фонтану висотою 1,20 метра, шириною 1,06 метра та глибиною 1,80 метра. Перед склепінням було виявлено вузький водозбірний басейн довжиною 3 метри. Приблизно за 20 метрів від фонтану виявлено ще один водозбірник площею 2,00×1,30 метра та глибиною 1,60 метра. Це заглиблення було засипано близько 1000 року. Ймовірно, від нього відмовилися у зв’язку з будівництвом акведука з Вайсер-Штайну.
Нижче джерела під час того ж дослідження 1957 року в дренажному каналі було виявлено кількаметровий шар уламків розбитих глиняних посудин різних століть. Розкопки проводилися на глибині трьох метрів, при цьому були виявлені лише середньовічні черепки, тоді як давніші знахідки були ще глибшими та залишились недоступними.
Джерело було повністю зруйнована та поховане зсувом ґрунту в 1970-х роках. Водозбірник перед ним під час розширення лісової стежки перетворився на звалище.
В 1979 році почалася реконструкція джерела під керівництвом Дітера Фрауенфельда. Було розкрито зсунутий схил і виявлено залишки старого водозабору. На його місці створено новий склепінчастий фонтан із невеликим колектором, який дренується за допомогою трубопроводу під раніше засипаною доріжкою. Місто Гайдельберг, державне управління лісового господарства та захисна асоціація Гайлігенберг взяли на себе третину витрат на будівництво у 20 000 німецьких марок. 3 травня 1980 року мер Корц урочисто відкрив реконструйоване джерело.
Фонтан заселений золотистими водоростями, через що водозбірник влітку переливається золотим кольором.